# Шарлоттаун
Шарлоттаун (енгл. Charlottetown, IPA: ) је главни град канадске атлантске провинције Острво принца Едварда. Налази се у луци у централном делу јужне обале острва. По резултатима пописа из 2011. град је имао 34.562 становника, односно 64.487 у ширем подручју града..

Град је добио име по краљици Шарлоти од Мекленбург-Штрелица. Основали су га Британци 1760-их, на месту где се некад налазила француска тврђава. Године 1864. овде је одржана Конференција у Шарлоттауну на којој је основана Канада уједињењем прве четири провинције.

## Становништво
| 1996.  | 2001.  | 2006.  | 2011.  | 2016.  |
| ------ | ------ | ------ | ------ | ------ |
| 32.531 | 32.245 | 32.174 | 34.562 | 36.094 |